# جمعية المركز الإسلامي
جمعية المركز الإسلامي هي جناح خيري للإخوان المسلمين في الأردن، تأسَّست عام 1963م، وسجلت فـــي وزارة التنـميــة الاجتماعية عــــــام 1965م. تعد واحدةً من أكبر المنظمات غير الحكومية في البلاد.

## الأعمال
تقوم الجمعية برعاية أكثر من 20 ألف يتيم، وتدير 27 مدرسة، ولديها أكثر من 3,500 موظف. الاهتمام الخيري الرائد للجمعية هو المستشفى الإسلامي في عمّان، والذي بدوره يشرف على أكثر من 64 مركزاً وعيادة أصغر. وتمتلك جمعية المركز الإسلامي مبان كبيرة، ويعود ذلك بشكل كبير إلى تبرعات الوصايا والزكاة عبر السنين. وفي تصريح صحفي إسلامي قدرت قيمة موجودات جمعية المركز الإسلامي بأكثر من 1.5 مليار دولار.

## الأزمة مع الحكومة
في 2006 حلت وزارة التنمية الاجتماعية مجلس إدارة جمعية المركز الإسلامي ووجهت تهماً بالفساد لعدد من أعضاء المجلس بأمر من رئيس الوزراء معروف البخيت، وقد اعتبر أعضاء التيار الإسلامي في الأردن أن هذه التهم كانت تستخدم كعذر لتصفية مجلس إدارة المركز لأسباب سياسية. لم يسمح لأي من قضايا الفساد بالمضي حتى النهاية في العمليَّة القضائية، ولم يبقى إلا عددٌ قليل منها تحت الادعاء، بينما لم يتم المضي بأخرى لنقص الأدلة كما أوردت وسائل الإعلام، والبعض الآخر لم يتم تصنيفه من قبل النيابة العامة على أمل حصول تسويةٍ خارج المحكمة. وقد انتقدت منظمة هيومان رايتس ووتش ومجموعات نشطاء أخرى عدم حصول تحرك في قضايا فساد المركز المزعومة.

## مؤسسات تابعة للجمعية
- مؤسسات رعاية اجتماعية:

1. مركز جبل الجوفة.
2. مركز جبل النظيف.
3. مركز مخيم الوحدات.
4. مركز جبل النصر.
5. مركز حي نزال.
6. مركز وادي السير.
7. مركز القويسمة.
8. مركز مخيم الحسين.
9. مركز جبل الزهور.
10. مركز صويلح.
11. مركز ماركا الشمالية.
12. مركز الجويدة.
13. مركز جبل القصور.
14. مركز المقابلين.
15. مركز سحاب.
16. مركز مرج الحمام.
17. مركز تلاع العلي.
18. مركز الزرقاء.
19. مركز مخيم الزرقاء.
20. مركز الرصيفة.
21. مركز مخيم حطين.
22. مركز الضليل.
23. مركز مخيم السخنة.
24. مركز الهاشمية.
25. مركز مخيم البقعة.
26. مركز الشونة الجنوبية.
27. مركز السلط.
28. مركز عين الباشا.
29. مركز دير علا.
30. مركز مخيم مأدبا.
31. مركز مخيم الطالبية.
32. مركز ذيبان.
33. مركز اربد.
34. مركز لواء الوسطية.
35. مركز لواء الكورة.
36. مركز لواء الرمثا.
37. مركز الشونة الشمالية.
38. مركز مخيم الشهيد.
39. مركز المزار الشمالي.
40. مركز الصريح.
41. مركز إيدون.
42. مركز النعيمة.
43. مركز مخيم غزة.
44. مركز مخيم سوف.
45. مركز جرش.
46. مركز المعراض.
47. مركز عجلون.
48. مركز المفرق.
49. مركز الكرك.
50. مركز لواء القصر.
51. مركز غور الصافي.
52. مركز المزار الجنوبي.
53. مركز الأغوار الجنوبية.
54. مركز الطفيلة.
55. مركز بصيرا.
56. مركز معان.
57. مركز وادي موسى.
58. مركز الشوبك.
59. مركز المريغة.
60. مركز العقبة.
61. مركز المحطة.[4]

- مؤسسات صحية:

1. المستشفى الإسلامي	-عمان - العبدلي	5101010.
2. مركز النظيف الطبي	-النظيف	4786499.
3. مركز النور الطبي	-القويسمة	4702818.
4. مركز أبو ذر الغفاري	-النصر	4907408.
5. مركز عبد الرحمن بن عوف الطبي-	ماركا الشمالية	4889030.
6. مركز الأنصار الطبي	-الجوفة	4771890.
7. مركز الشفاء-	صويلح	5346856.
8. مركز مخيم الزرقاء الطبي	-مخيم الزرقاء	053930993.
9. مركز الضليل الطبي	-الظليل	053824469.
10. مركز الوحدات الطبي-	الوحدات	4779986.
11. مركز الرمثا	-الرمثا	027384867.
12. مركز البقعة الطبي	-مخيم البقعة	4722827.
13. مركز مخيم غزة الطبي	-مخيم غزة	026339677.
14. مركز مخيم مأدبا الطبي	-مخيم مأدبا	053240444.	# مركز مخيم الطالبية الطبي-	مخيم الطالبية	064460230.
15. مركز الروضة الطبي	-الرصيفة	053754332.
16. مركز مخيم سوف الطبي-	مخيم سوف	026341393.
17. مركز مخيم السخنة الطبي	- مخيم السخنة	053844098.
18. مركز صحي الزرقاء الخيري	-فرع الزرقاء	053650211.
19. مركز المزار الجنوبي الطبي	-المزار الجنوبي	032370677.
20. مركز المفرق الطبي	-المفرق	022631842.
21. المستشفى الإسلامي /العقبة	-العقبة	032018444.[5]

- مؤسسات تعليمية:

1. كلية المجتمع الإسلامي /للبنات -الزرقاء- 053986914.
2. مدرسة الفاروق الثانوية /بنين -الزرقاء -053985600.
3. مدرسة حي رمزي الثانوية /بنات -الزرقاء -053993194.
4. مدرسة الرحمة الأساسية /بنين -الزرقاء - 053998933.
5. مدرسة الهاشمية المختلطة -الهاشمية- 053811158.
6. روضة الهاشمية-الهاشمية -053811158.
7. روضة حي رمزي -الزرقاء - 053993194.
8. روضة حراء-الرصيفة -053741863.
9. مدرسة حراء الأساسية-الرصيفة -053746888.
10. المدرسة الأسلامية للبنين -اربد 027272150.
11. المدرسة الإسلامية الأساسية للبنات -اربد -027272150.
12. روضة التربية الإسلامية-اربد -027273628.
13. المدرسة الإسلامية الأساسية للبنات -حكما -027401809.
14. روضة التربية الإسلامية -حكما- 027401809.
15. المدرسة الإسلامية -الرمثا -027380811.
16. الروضة الإسلامية -الرمثا -027380811.
17. روضة ومدرسة أكاديمة البوصلة- مخيم سوف -0780177877.
18. مدرسة براعم الإسلام الأساسية -الكرامة -053595401.
19. روضة براعم الإسلام-الكرامة- 053595400.
20. روضة براعم الإسلام- الروضة -053591403.
21. المدرسة الإسلامية الأساسية للبنين -المفرق -026231558.
22. المدرسة الإسلامية المختلطة -المفرق -026235060.
23. الروضة الإسلامية -المفرق -026231842.
24. مدرسة فروة بن عمرو الجذامي- معان -032131521.
25. دار الأرقم الثانوية / بنات -ضاحية الرشيد -065153333.
26. دار الأرقم الثانوية / بنين -ضاحية الرشيد -065153333.
27. دار الأرقم الإساسية / بنات -ضاحية الرشيد -065153333.
28. دار الأرقم الأساسية / بنين -ضاحية الرشيد -065153333.
29. روضة دار الأرقم / ضاحية الرشيد- ضاحية الرشيد -065153333.
30. روضة دار الأرقم / البيادر -بيادر وادي السير -065828439.
31. روضة دار الأرقم / جبل الحسين -جبل الحسين -064611910.
32. بيت المقدس الأساسية للبنات -ضاحية الأمير علي -064129825.
33. بيت المقدس الأساسية للبنين -ضاحية الأمير علي -064122125.
34. مدارس البراق الأسلامية- سحاب -064029626.
35. روضة بيت المقدس -ضاحية الأمير علي -064133225.
36. مدرسة الأنصار الإسلامية -جبل الجوفة -064782055.
37. مدارس عمان الدولية -تلاع العلي -065516931.
38. روضة عمان الدولية -تلاع العلي -065532122.
39. روضة النظيف -جبل النظيف -064786499.
40. روضة الفاروق الإسلامية -القصر -032315117.
41. روضة الفاروق الإسلامية -القصر -032315118.
42. مدرسة الفاروق الإسلامية -المزار الجنوبي -032370565.
43. روضة الفاروق الإسلامية -المزار الجنوبي -032370565.
44. روضة الفاروق الإسلامية -الكرك -032351081.
45. مدرسة الفاروق الإسلامية -الكرك -032351081.
46. مدرسة عبين الإسلامية -عجلون -026441998.
47. روضة عبين الإسلامية -عجلون -026441998.
48. روضة براعم الإيمان -معان -032131521.[6]